# Eoevania magnifica
Eoevania magnifica är en stekelart som beskrevs av Nel, Waller, Hodebert och De Ploëg 2003. Eoevania magnifica ingår i släktet Eoevania och familjen hungersteklar. Inga underarter finns listade i Catalogue of Life.